# Battle of Armagideon (Millionaire Liquidator)
Battle of Armagideon (Millionaire Liquidator) (с англ. — «Битва при Армагидеоне (Ликвидатор миллионеров)») — студийный альбом регги-музыканта Ли «Скрэтча» Перри. Записывался в период с ноября 1985 года по март 1986 года в Лондоне, в студии Темзсайд (англ. Thamesside Studios) на улице Ротерит (англ. Rotherhithe). Выпущен в июне 1986 года на лейбле Trojan Records. Перевыпущен тем же лейблом на CD в 1988 году и ещё раз — 9 октября 2001 года лейблом Sanctuary Records (к тому времени она поглотила Троян).

## Об альбоме
В диск входят песни уже с «обычными» для Перри темами. Открывает его автобиографичная песня «Позвольте Представиться» (Introducing Myself). В «Наследии» (Grooving) нараспев рассказывается о международном банковском деле с упоминаниями знаков Зодиака и языческих обрядов. «Джокер» (The Joker) является медитацией-рифмой, повествующей о Дьяволе и основанной на пении сольфеджио (пение нотной гаммы от «до» до «до» следующей октавы). «Сексуальная Леди» (Sexy Lady) — попытка Перри работать в стиле диско-фанк.
Наряду с указанным выше оригинальным материалом, альбом содержит работы, уже имеющие прошлое в музыке регги. Так, «Покажи Мне Эту Реку» (Show Me That River) является свободной адаптацией песни Принца Бастера — «Мыть-смыть» (Prince Buster — «Wash Wash»), которая, в свою очередь, сама является кавером на популярную песню Фрэнки Лэйни — «Это Счастливое Старое Солнце» (Frankie Laine — «That Lucky Ole Sun»). «Барабанная Песнь» (Drum Song) — адаптация мелодии битловского «Норвежского Леса» (The Beatles — «Norwegian Wood»), что также уже не раз делалось другими регги исполнителями.
Также существуют треки невошедшие в альбом. К ним относятся пересведенная версия «Человека Ганджи» (The Ganja Man), любовная песня «Эта Девушка — Моя» (This Girl Is Mine), отдалённо напоминающая одноименную работу Майкла Джексона (Michael Jackson) и Пола Маккартни (Paul McCartney) 1982 года. «Может Звучать Забавно» (May Sound Funny) — адаптация песни Принца Бастера — «В Ожидании Моей Невоспитанной Девочки» (Prince Buster — «Waiting For My Rude Girl») (она, кстати, в свою очередь тоже была построена на песне Ли Дорси «Йа-Йа» (Lee Dorsey — «Ya Ya»), где Перри рассказывает о том, как визиты возникающего у него в туалете джина сказались на улучшении его здоровья. Кроме того, на отдельной пластинке была записана песня «Куриный Бог» (Pipecock Jackstone), однако Перри не устроил получившийся результат. Впоследствии он позвал некоего Зебби (Zebbie) — дредлока-тоустера, который наговорил на музыку свои религиозные тексты. Вскоре, на эту запись также было наложено вето, так как согласно Ли Перри, он не хотел «больше никаких Бобов Марли» на своих записях.
Наряду с пением и собственноручным сведением альбома Перри, успех альбому принесла обложка, сделанная Марком Доуни (Mark Downie): «Ли сказал мне: „Я хочу приведение, сидящее на троне-Библии — в короне и курящее сплифф“ — и вот моя интерпретация его слов».

### Релиз
Диск стал популярным в Америке и Великобритании. Песни оттуда (в основном «Я — Сумасшедший» (I’m a Madman)) ставили даже по студенческому радио! В поддержку альбома 10 июля начался короткий тур по Британии. Группу «Даб Производство» (Dub Factory), записавшую альбом, везде уже обозначали как «Возмутители» (The Upsetters). Однако Троян Рекордз (Trojan Records) отказались платить группе, так как ни один музыкант не подписывал контрактов с Перри. Марк Доуни получил номинальное вознаграждение за иллюстрацию обложки. Впоследствии, на Рождество, «Скрэтч» сам отправлял музыкантам деньги, запечатывая потёртые купюры в коричневые конверты . Отсутствие платы внесла разлад в группу, которая вскоре распалась. Определённые перестановки привели к отрицательным отзывам в прессе, а также трениям внутри коллектива. Поэтому, Перри пришлось отказаться от работы с группой.
Осенью Троян-рекордз попыталась продлить успех, созданный альбомом. В ноябре, без особого успеха, на 7-дюймовой пластинке компания выпустила сингл «Сексуальная Леди» и «Всё Возможно». Зимой Безумный Профессор (Mad Professor) в своей студии Арива (Ariwa) свёл с Перри новую песню, используя музыку «С Днём Рождения»; записанная вместе с Сандрой Робинсон (Sandra Robinson) работа получила название «С Новым Годом и Рождеством» (Merry Christmas, Happy New Year). На обратной стороне пластинки находится даб версия новогодней песни — «Рождественский Даб Перри» (The Perry Christmas Dub). Однако само сведение проходило в отсутствие Ли, и впоследствии, Скрэтч также делал трек в своей обработке; на третьей уже 12-дюймовой пластинке (это её обычный размер) была записана песня «Я — Сумасшедший», также смикшированная Безумным Профессором . На композицию была наложена мелодика, на которой играл специально приглашенный Марк Доуни — автор обложки альбома «Битва при Армагеддоне».

### Вокруг Альбома
Самой известной и популярной песней с альбома, а, возможно, и в общем, является «Я — сумасшедший» (I’m a Madman) — трек, связанный с биографией Перри. В песне «Скрэтч» говорит о своём рассудке, однако столь двусмысленно, что споры о том, сумасшедший ли он ведутся до сих пор. Однако перед тем, как делать какие-либо умозаключения, наверное, важно знать, что изначально песня называлась «I’m Cuntiest» — слово, придуманное Перри, и обозначающее человека, проповедующего женский детородный орган, который Ли так любит. Слово не имеет перевода, так как цензурного русского эквивалента не существует (поэтому перевод «Я — Влагалищист» не представляется подходящим для описания смысла, которое автор вкладывает в данное название). Потом (как и до этого) Перри ещё не раз будет петь о «месте, из которого были рождены все люди нашей планеты». Текст и название песни были исправлены на «Я — Сумасшедший» на последней сессии, когда альбом был уже практически завершен. Марк Доуни (Mark Downie) поясняет: «Понятно, что никто бы тогда не стал печатать обложку с песней, под названием „Я — Влагалищист“: так „сумасшедший“ и появился!». Перри же объяснял, что таким образом он видит покаяние: «Когда я был на Ямайке, то сказал её людям — „покайтесь!“, но они лишь нарекли меня безумцем. Таким образом, я борюсь с тем, что мне там наговорили… Это не мои, это их слова о том, что я — сумасшедший, ну и раз уж они так того хотят, то пусть так и будет — да, я безумец!».
Когда компания Троян (Trojan Records) выпустила альбом, то в пресс-релизе бессовестно заявлялось, что во время записи «Я — Сумасшедший» Перри пил бензин. Марк Доуни настаивает, что был свидетелем, как Ли его пробовал во время сессии, но совсем не много и то, во время записи песни «Время Марша» (Time Marches On), а не «Я — Сумасшедший»: «Однажды, когда я, Спайк и Ли шли на студию, вдруг мы остановились у гаража. Перри подошёл к машине, достал контейнер и наполнил его бензином. Перри понюхал крышку и закрутил её: „Что он делает?“ — подумали мы, но когда ты общаешься с Перри, то должен просто соглашаться на такие вещи, которые то и дело будут происходить. Мы добрались до студии. У Перри было с собой немного рома и чёрной смородины. Он открутил от контейнера крышку и всё вокруг начало пропитываться запахом бензина. Когда ром закончился, Ли сказал: „Теперь я хочу попробовать бензин“, он наполнил им крышку от контейнера, выпил и заел смородиной. Там было совсем немного жидкости, хотя с другой стороны, что значит „немного“, если речь идёт о бензине? В студии было как на бензоколонке, Джерри начал: „О Боже, что произошло с моей студией?!“. Мы пытались сделать ритм для песни „Время марша“, но Спайк уснул, а я стал слишком сонливым для того, чтобы хоть что-то играть, но Ли был полон энергии!». На задней стороне обложки альбома, Перри держит батарею на голове, барабаня по ней, он и сделал ритм для этой песни.
Биограф «Скрэтча» Дэвид Кэтц (David Katz) поясняет: «Историю с бензином, наверное, можно не брать всерьез, если сравнивать её с другими поступками Перри, которые начались в конце 70-х годов, когда духи заговорили с ним куда громче и яснее прежнего. Идея того, что Бог проверяет веру Перри, преследует его и в 80-е года, он продолжает ставить перед собой невыполнимые задачи и пытается решить их по инструкциям навещающих его духов. Однажды Перри признался, что всё его поведение продиктовано необходимостью показать Богу, что его вера — это то, от чего Всемогущий никогда не откажется».
Вышеуказанный джин с неизданной песни «Может Звучать Забавно» (May Sound Funny) был назван Ли «Ини Мини Тикел» (Eenie Meanie Tekel). Это один из главных духов, которые непосредственно общаются с Перри. «Скрэтч» ещё не раз упоминал его в своих песнях. Его имя отсылает слушателя к библейскому пророчеству Даниила, в которой описано падение царствования Вавилона. Во время пира Вальтасара — царя-язычника, к стенам замка спустился ангел, написавший на них «мене мене текел упарсин» (в англоязычном варианте «Mene Mene Tekel Upharsin»). Значение слов было следующим: «Мене — исчислил Бог царство твое и положил конец ему; Текел — ты взвешен на весах и найден очень легким; Перес — разделено царство твое и дано Мидянам и Персам» Дан. 5:25—28).
Именно благодаря статье об альбоме «Битва при Армагеддоне» Дэвид Кэтц (David Katz) стал биографом Ли. Вот что он рассказывал: «Становление биографом Перри — длительный и сложный процесс. Всё началось со статьи о „Битве при Армагеддоне“, которую я написал для подпольного журнала „Отдел Связи“ (Wiring Department). В конце 1986 года я был в Лондоне и разузнал, где на тот момент находился Перри. Я отдал журнал лично ему в руки, и он был весьма впечатлен публикацией. Через некоторое время он позвал меня на студию, где на тот момент работал и прямо там провел мою инициацию, для которой он использовал камни из реки Темзы, а также кольцо с черепом. Таким образом, я стал его „автором-призраком“. Конечно, это великая честь, но, в то же время, и тяжкое бремя — помогать ему создавать собственную биографию, несмотря на все мои уверения о том, что есть много людей, которые куда лучше подойдут для выполнения этой задачи. Другими словами, биографию решил сделать Перри, а не я. В последующие два года мы виделись с ним каждый день, в течение всего этого времени в мои обязанности входило написание всего, что только можно. И хотя это, кажется предпочтительным для биографии, особенно на поверку фактов, когда ты узнаешь о чём-то от первоисточника, но не в случае с Перри — ведь это был не жанр интервью: вопрос-ответ, вопрос-ответ. Все эти два года Перри отказывался давать прямые ответы на любой вопрос и поэтому, написать книгу было невероятно трудной задачей».

## Список композиций
1. Introducing Myself — 4:19
2. Drum Song — 4:42
3. Grooving — 4:41
4. All Things Are Possible — 2:33
5. Show Me That River — 4:15
6. Time Marches On (In/Out Mix) — 0:49
7. I Am a Madman — 5:49
8. The Joker — 3:37
9. Happy Birthday — 5:11
10. Sexy Lady — 3:17
11. Time Marches On — 4:21

## Участники записи
«Возмутители» (группа) (The Upsetters)
- Бас — Спайк (Spike)
- Ударные — Пенг (Peng)
- Сведение и монтаж (звукооператор) к духовым инструментам — Джерри Тилли (Jerry Tilley).
- Солирующая гитара — Тэрлок Манн (Tarlok Mann).
- Ритм-Гитара, синтезатор — Марк Доуни (Mark Downie).
- Клавишные — Расс Каммингз (Russ Cummings).
- Продюсер (координатор проекта) — Патрик Мидз (Patrick Meads).
- Режиссёр звукозаписи, аранжировщик — Ли «Скрэтч» Перри (Lee «Scratch» Perry)*
- Саксофон (альт) — Ллойд Кларк (Lloyd Clarke).
- Тромбон — Тревор Джонс (Trevor Jones).
- Вокал, перкуссии, губная гармоника — «Скрэтч» («Scratch»)

* также пианино и гитара в песне «Джокер» (The Joker).